# سامسونگ اس‌جی‌اچ-تی۲۹۷
سامسونگ اس‌جی‌اچ-تی۲۹۷ یک‌نمونه از گوشی‌های تلفن همراه سری T شرکت سامسونگ می‌باشد که توسط همین شرکت به بازار عرضه شده است.